# Ptilinopus roseicapilla
Ptilinopus roseicapilla là một loài chim trong họ Columbidae.